# Клуге, Аня
Аня Клуге (нем. Anja Kluge; род. 9 ноября 1964, Берлин) — немецкая гребчиха, выступавшая за сборную ГДР по академической гребле во второй половине 1980-х годов. Чемпионка летних Олимпийских игр в Сеуле, обладательница двух серебряных медалей чемпионатов мира, победительница многих регат национального и международного значения.

## Биография
Аня Клуге родилась 9 ноября 1964 года в Берлине. Проходила подготовку в столичном спортивном клубе «Берлин-Грюнау».
Впервые заявила о себе в гребле в 1982 году, став чемпионкой мира среди юниоров в программе восьмёрок.
Первого серьёзного успеха на взрослом международном уровне добилась в сезоне 1986 года, когда вошла в основной состав восточногерманской национальной сборной и побывала на чемпионате мира в Ноттингеме, откуда привезла награду серебряного достоинства, выигранную в зачёте распашных восьмёрок с рулевой — в финале их опередила команда из СССР.
На мировом первенстве 1987 года в Копенгагене заняла в восьмёрках четвёртое место.
Благодаря череде удачных выступлений удостоилась права защищать честь страны на летних Олимпийских играх 1988 года в Сеуле — в составе команды, куда также вошли гребчихи Аннегрет Штраух, Юдит Цайдлер, Катрин Хаккер, Уте Вильд, Рамона Бальтазар, Беатрикс Шрёэр, Уте Штанге и рулевая Даниэла Нойнаст, заняла в женских восьмёрках первое место, завоевав тем самым золотую олимпийскую медаль.
После сеульской Олимпиады Клуге ещё в течение некоторого времени оставалась в гребной команде ГДР и продолжала принимать участие в крупнейших международных регатах. Так, в 1989 году она завоевала серебряную медаль в восьмёрках на мировом первенстве в Бледе, уступив в финале сборной Румынии.
За выдающиеся спортивные достижения награждалась орденом «За заслуги перед Отечеством» в серебре (1986) и золоте (1988).